# Goutte d’Eau
Goutte d’eau – a child support network (GEcsn) oder Damnok Toek (Khmer für «Tropfen Wasser») ist eine Schweizer Stiftung, die 1999 gegründet wurde und die Einrichtungen, wie Drop-ins (Anlaufstellen), Unterkünfte und Heime für obdachlose und hilfsbedürftige Kinder und Jugendliche in Kambodscha finanziert und unterstützt. Die Stiftung hat gemeinnützigen Charakter, ist nicht gewinnorientiert und verfolgt keinerlei Erwerbszweck. Die Stiftung finanziert sich durch Spenden und Fundraising.
Zielgruppe sind Opfer von Menschenhandel, Kinder und Jugendliche, die ihren Unterhalt auf der Straße verdienen, bzw. auf der Straße leben, junge Menschen mit körperlichen oder psychischen Beeinträchtigungen, die drogenabhängig sind oder Kinder, die Opfer von Ausbeutung oder sexuellem Missbrauch sind. Die Stiftung betreibt entsprechende Zentren in Neak Loeung (1997), Poipet (1999), Phnom Penh (2003) und in Kep (2016).
Ziel der Zentren ist neben der Versorgung mit Nahrung, Unterkunft und ärztlicher Hilfe auch die berufliche Ausbildung der Kinder und Jugendlichen. Das einheimische Personal wird dabei auch von qualifiziertem  Personal aus dem Ausland unterstützt.

## Projekte
Im Jahr 1997 wurde in Neak Loeung in der Provinz Prey Veng in Kooperation mit dem Ministry of Social Affairs, Vocational Training and Youth (MOSVY) das erste Projekt gegründet. Zwei Jahre später folgte auf Anfrage des kambodschanischen Sozialministeriums ein weiteres Projekt in Poipet. Beides sind Orte, wo Kinder durch Kinderhandel, Ausbeutung und Prostitution besonders gefährdet sind.
Unter dem Namen Damnok Toek arbeitet Goutte d’eau in Kambodscha an vier verschiedenen Standorten und betreut rund 1000 Kinder täglich.
Im Jahr 2009 wurde Goutte d’eau/Schweiz zu Goutte d’eau – a child support network (GEcsn), um mit anderen Organisationen, die gleiche Ziele verfolgten, in einem Netzwerkverbund zusammenzuarbeiten und vor allem, um vereint den Kinderhandel zwischen Kambodscha und Thailand wirksamer bekämpfen zu können. GEcsn gibt seinen Partnern technische und finanzielle Unterstützung, um so den am meisten marginalisierten und gefährdete Kindern Kambodschas besser helfen zu können.
Zu Beginn seiner Gründung arbeitete Goutte d’eau in Kambodscha für Strassenkinder und ihre Familien, erweiterte den Fokus dann auf die Bekämpfung des Kinderhandels und schliesslich auf Kinder mit einer körperlichen oder geistigen Beeinträchtigung, da für sie keinerlei Hilfsprogramme vorhanden waren.
Im Jahr 2003 wurde in Phnom Penh ein Heim für behinderte Kinder gegründet und im Jahr 2016 folgte als Nachfolgeprojekt die Kep Farm. Sie beherbergt geistig schwer beeinträchtige junge Menschen und bietet ihnen geschützte Arbeitsplätze – ein wichtiges Element zur sozialen Eingliederung. Die Kep Farm darf als Pionierprojekt in Kambodscha gelten, da es hier bis anhin keine Langzeitheime mit Therapie- und Arbeitsplätzen für geistig Schwerbehinderte gab.
Im Jahr 2018 folgte der Aufbau eines Kompetenzzentrums für Behinderte in Neak Loeung, wo sowohl behinderte Kinder aus dem Neak Loeung Center als auch Kinder aus der Umgebung therapeutisch betreut und gefördert werden.

## Gesellschaftlicher Hintergrund
Kambodscha befindet sich politisch und wirtschaftlich nach den jahrzehntelangen Konflikten immer noch im Wiederaufbau. Zwar hat sich die wirtschaftliche Lage in den letzten Jahren verbessert, aber 80 % der Menschen leben auf dem Land und sind sehr arm. In letzter Zeit verschlechterte sich die Situation durch die unsichere politische Lage in Thailand zusätzlich, und der Kinderhandel nahm wieder zu. Armut, Migration, familiäre Probleme und Gewalt machen viele Kinder obdachlos. Sie sind besonders gefährdet, Opfer des Kinderhandels zu werden.
Hinzu kommt der immer stärker werdende Einfluss Chinas, welcher besonders minderbemittelte Familien trifft, deren kleine Geschäfte nicht mehr konkurrenzfähig sind. Dies alles sind Gründe, weshalb es die Arbeit von Goutte d’eau weiterhin braucht, um gefährdeten Kindern mittels Bildung eine Chance zu geben, aus der Armut zu entkommen und später ein selbstständiges Leben führen zu können.